# Rotax 582
Rotax 582 je 2-valjni 2-taktni 64-konjski bencinski letalski motor avstrijskega proizvajalca Rotax. Uporabja se na številnih ultralahkih letalih in drugih lahkih zrakoplovih. Motor je zasnovan na podlagi Rotaxa 532, ima pa 582 malce večji premer cilindra in daljši hod bata. Rotax 582 uporablja prej pripravljeno mešanico gorivo-olje, možen pa je tudi vbrizg olja. 

## Specifikacije(Rotax 582)
- Tip: 2-valjni 2-taktni bencinski letalski motor
- Premer valja: 76 mm
- Hod bata: 64 mm
- Delovna prostornina: 580,7 cm³
- Teža: 50 kg - z elekjtričnim zaganjalnikom, črpalko za gorivo, in reduktorjem

- Gorivo: 90-oktansko ali više, letalski bencin 100 LL
- Oljni sistem: prej pripravljena mešanica ali pa vbrizg olja
- Hlajenje: tekočinsko

- Moč: 48 kW (64 KM) pri 6500 obratih/min

## Uporaba
- Acrolite
- Advanced Aeromarine Buccaneer II
- Aero Adventure Aventura HP & Sport
- AeroLites AeroMaster AG
- AeroLites Bearcat
- Aeroprakt A-20
- Aeros-2
- Aeros Cross Country
- Aeros del Sur Manta
- Aerosette MH-46 Eclipse
- Aéro Services Guépard Guépe
- Airbet Girabet
- Airborne Edge
- Airborne Outback
- Airborne XT
- Air Command Commander Elite
- Air Creation GT
- Air Creation Racer
- Air Creation Skypper
- Air Creation Tanarg
- Airdrome Dream Fantasy Twin
- Airdrome Fokker DR-1
- Airkraft Sunny
- Airsport Sonet
- Air Sylphe Bi 582
- Alliant Destiny Fusion
- Alliant Destiny XLT
- Anglin J6 Karatoo
- Antares MA-32
- Antonov T-2M Maverick
- Apex Dolphin 3
- Apollo Delta Jet
- Apollo Fox
- Apollo Jet Star
- Apollo Monsoon
- Apollo Racer GT
- Aquilair Kid
- Aquilair Swing
- Arnet Pereyra Sabre II
- ASAP Chinook Plus II
- ASAP RX 550 Plus Beaver
- ATEC 212 Solo
- Australian Lightwing GR 582
- Aviasouz Cruise
- Aviasud Mistral
- Aviate Raptor
- Aviation Products Star Trike
- Avid Catalina
- Avid Flyer
- Avio Design Swan
- BAaer Guri
- BB Microlight BB-two seater
- Biplanes Of Yesteryear Mifyter
- Blue Yonder EZ Flyer
- Blue Yonder Merlin
- Brock KB-3
- Buckeye Endeavor
- Buzzman L'il Buzzard
- Capella XS
- Capella T-Raptor
- Carlson Sparrow
- Celier Kiss
- CFM Shadow
- Chernov Che-25
- Circa Reproductions Nieuport 12
- CGS Hawk
- Club ULM Rotor Ptenets-2
- Cosmos Phase II
- Cyclone AX2000
- DAR 21 Vector II
- DAR-23
- Denney Kitfox Model 2
- DTA Evolution
- DTA Feeling
- Earthstar Thunder Gull JT2
- Early Bird Jenny
- Ehroflug Coach II S
- Euro Fly Flash Light
- Eurofly Viper
- Excalibur Aircraft Excalibur
- Fantasy Air Allegro
- Fisher Classic
- Fisher Super Koala
- Fletcher Hercules
- Flightstar
- Flight Team Spider
- Fly Air Swallow
- Flying Machines FM301
- Flylab Tucano
- Fly Synthesis Catalina
- Fly Synthesis Wallaby
- FMP Qualt 201
- Freedom Lite SS-11 Skywatch
- FUL MA 30 Graffiti
- Gdecouv'R 582
- General Aviation Design Bureau T-32 Maverick
- Gidroplan Che-22 Korvet
- Gidroplan Tsikada
- Golden Circle Air T-Bird
- Guerpont Autoplum
- Harmening High Flyer
- Heldeberg Marathon
- Houde Speedmax
- Humbert La Moto Du Ciel
- Huntwing
- Hy-Tek Hurricane Hauler
- InterPlane Skyboy
- J & J Ultralights Seawing
- Joplin Tundra
- Jora Jora
- Junkers Profly Junkers Trike
- Kolb Kolbra
- Kolb Mark III
- Kolb Slingshot
- Kolb Tandem
- Kompol Jazz
- Krasniye Kryl'ya Deltacraft MD-50C
- Laron Wizard
- Layzell Merlin
- Light Miniature Aircraft LM-1
- Light Miniature Aircraft LM-5
- Lockwood Drifter MU582
- Magni M-18 Spartan
- Mainair Blade
- Mainair Rapier
- Mariner Aircraft Mariner
- Masquito M58
- Micro Aviation B22 Bantam
- Microleve Corsario
- Microleve ML 450
- Microleve ML 500
- Moyes Dragonfly
- M-Squared Breese
- Murphy Maverick
- Murphy Renegade
- Nickel & Foucard NF-2 Asterix
- Norman Aviation J6 Karatoo
- Norman Aviation Nordic II
- North American Rotorwerks Pitbull SS
- North Wing Apache
- North Wing Sport X2
- Paladin Golden Eagle
- Para-Ski VX
- Para-Ski XS
- Peak Aerospace Me 109
- Pegasus Quantum
- Personal Flight Sky-Tender
- Phantom X1
- Pipistrel Spider
- Polaris AM-FIB
- Polaris FIB
- Polaris Skin
- Powrachute Pegasus
- PowerTrike Evolution
- PowerTrike II
- Precision Tech Fergy
- Quad City Challenger II
- Quander Airpfeil
- Quicksilver GT500
- Quicksilver Sport 2S
- Rainbow Aerotrike
- Rainbow Cheetah
- Raisner Graffiti
- Raj Hamsa X-Air
- Ramphos Trident
- Rans S-6 Coyote II
- Rans S-7 Courier
- Rans S-9 Chaos
- Rans S-10 Sakota
- Rans S-11 Pursuit
- Rans S-12 Airaile
- Rans S-14 Airaile
- Revolution Mini-500 helicopter
- Rolandas Kalinauskas RK-6 Magic
- Rotorwing-Aero 3D-RV
- Schmidtler Enduro
- Sea and Sky Cygnet
- Sea-Bow International Sea-Bow
- Six Chuter SR1
- Six Chuter SR7
- Skyfly S-34 Skystar
- Skyrider Sonic
- Skyrider Stingray
- Showers Skytwister Choppy
- SlipStream Genesis
- Solo Wings Aquilla
- Sport Copter Vortex
- Skywatch SS11
- Spectrum Beaver RX 650
- Sport Flight Talon
- Summit 2
- Summit Steel Breeze
- S-Wing Swing
- Synairgie Jet Ranger
- TechProAviation Merlin 100
- TeST TST-6 Duo
- Thruster T600 Sprint
- Tiger Club Development Sherwood Ranger
- Titan Tornado
- TL Ultralight TL-22 Duo
- TL Ultralight TL-32 Typhoon
- Ultracraft Calypso
- Vol Xerpa ULM Pulsar
- Vortech Skylark
- WLT Sparrow
- World Seair Corp Seair
- Y2Fly Seahawk
- Zenith STOL CH 701